# Эльса
Э́льса (итал. Elsa) — река в Италии, в области Тоскана.

## Описание
Исток реки находится на восточных склонах холмов Коллине-Металлифере, после чего она протекает по землям провинций Сиена и Флоренция, область Тоскана. Река протекает по долине, которая называется «Валь-д’Эльса» или «Вальдельса», в которой находятся коммуны Колле-ди-Валь-д’Эльса, Поджибонси, Чертальдо и Кастельфьорентино. Бассейн реки является крупным агропромышленным центром — местом выращивания олив, винограда и зерновых культур. Впадает в реку Арно по её левому берегу, между коммунами Эмполи и Фучеккьо. Длина реки составляет 63 км, площадь бассейна — 841 км2.